# Årets svensk i världen
Årets Svensk i Världen utses årligen av den ideella och politiskt oberoende organisationen Svenskar i Världen. Utmärkelsen går till en eller flera svenskar som har gjort en extraordinär insats inom sitt verksamhetsområde och därmed har satt både sig själv och Sverige på världskartan. Verksamhetsområdena spänner mellan kultur, näringsliv/entreprenörskap, vetenskap, idrott och det humanitära och diplomatiska området. Utmärkelsen har delats ut sedan 1988. 
Sedan 2022 utger organisationen även ett hederspris som syftar till att uppmärksamma en person eller organisation för dess mångåriga insatser för Sverige och utlandssvenskarna.

## Pristagare
- 2024 – Armand Duplantis, stavhoppare, och Sarah Sjöström, simmare
- 2023 – Sveriges krigskorrespondenter[2]
- 2022 – Zara Larsson, artist[3]
- 2021 – Mikael Dolsten, läkare och forskningschef vid Pfizer[3]
- 2020 – Max Tegmark, fysiker
- 2019 – Cecilia Malmström, EU-kommissionär[4]
- 2018 – Nina Stemme, operasångerska[5]
- 2017 – Pia Sundhage, fotbollstränare[6]
- 2016 – Staffan de Mistura, diplomat[7]
- 2015 – Max Martin, låtskrivare och musikproducent[8]
- 2014 – Martin Lorentzon och Daniel Ek, IT-entreprenörer och företagsledare
- 2013 – Zlatan Ibrahimović, fotbollsspelare [9]
- 2012 – Hans Rosling, folkbildare och professor i internationell hälsa
- 2011 – Peter Wallenberg, nestor och nyskapare
- 2010 – Annika Sörenstam, golfspelare
- 2009 – Hans Blix, diplomat och fredsförhandlare
- 2008 – Anne Sofie von Otter, operasångerska
- 2007 – Hans Rausing, företagsledare, bl.a. Tetrapak
- 2006 – Bertil Hult, grundare av utbildningsföretaget EF Education
- 2005 – Jan-Ove Waldner, bordtennisspelare
- 2004 – Margot Wallström, EU-kommissionär
- 2003 – Jonas af Jochnick och Robert af Jochnick, grundare av Oriflame
- 2002 – Yngve Bergkvist, grundare av Ishotellet i Jukkasjärvi
- 2001 – Sven-Göran Eriksson, fotbollstränare
- 2000 – Håkan Lans, uppfinnare
- 1999 – Benny Andersson och Björn Ulvaeus, kompositörer och textförfattare
- 1998 – Adolf H Lundin, entreprenör och företagsledare
- 1997 – Astrid Lindgren, författare
- 1996 – Peter Jablonski, pianist
- 1995 – Agneta Nilsson, grundare av organisationen SWEA
- 1994 – Torbjörn Lagerwall, professor och forskare
- 1993 – Lars Gustafsson, författare och professor
- 1992 – Percy Barnevik, koncernchef ABB
- 1991 – Lennart Bernadotte och Sonja Bernadotte, greveparet på Mainau
- 1990 – Pontus Hultén, professor och museiman
- 1989 – Ingvar Kamprad, grundare av IKEA
- 1988 – Oscar Carlsson, missionär och uppfinnare